# Dermotherium
Dermotherium — рід викопних ссавців, тісно пов'язаних із живими кагуановими (Cynocephalidae), невеликою групою ссавців із Південно-Східної Азії, які вміють ковзати по повітрю. Визнано два види: D. major з пізнього еоцену Таїланду, заснований на одному фрагменті нижньої щелепи, і D. chimaera з пізнього олігоцену Таїланду, відомий з трьох фрагментів нижньої щелепи та двох ізольованих верхніх молярів. Крім того, один ізольований верхній моляр з раннього олігоцену Пакистану був попередньо віднесений до D. chimaera. Усі місця, де були знайдені скам'янілості Dermotherium, ймовірно, були лісовими середовищами, і викопні види, ймовірно, були лісовими мешканцями, як і сучасні кагуани, але чи мали вони пристосування до ковзання, невідомо.
Деякі особливості зубів відрізняють Dermotherium від обох живих видів кагуанових, але інші особливості є спільними тільки з одним із двох. Третій нижній різець, нижнє ікло та третій нижній премоляр принаймні мають форму гребінця, що мають поздовжні ряди зубців або горбків, що є незвичайною особливістю кагуанових (перші два нижні різці невідомі у Dermotherium). Четвертий нижній премоляр натомість нагадує нижні моляри. Передня частина цих зубів, тригонід, у D. chimaera ширша, ніж у D. major, який відомий лише з другого та третього нижніх молярів. Ці два види також відрізняються конфігурацією внутрішнього заднього кута нижніх молярів. Верхні корінні зуби — це трикутні зуби з кількома виразними маленькими горбками, особливо на другому верхньому молярі, і зі зморшкуватою емаллю.